# Kempnyia varipes
Kempnyia varipes är en bäcksländeart som beskrevs av František Klapálek 1916. Kempnyia varipes ingår i släktet Kempnyia och familjen jättebäcksländor. Inga underarter finns listade i Catalogue of Life.